# Anastasiya Bryzhina
Anastasiya Bryzhina (née le 9 janvier 1998 à Louhansk) est une athlète ukrainienne, spécialiste du 400 mètres. Elle est la fille de Viktor Bryzhin et d'Olha Bryzhina, triple championne olympique et double championne du monde, et la sœur cadette d'Elyzaveta Bryzhina, vice-championne d'Europe 2010 du 200 m.

## Biographie
Elle remporte la médaille de bronze du relais 4 × 400 m lors des championnats d'Europe en salle 2017.
Elle remporte la médaille d'or du 400 m lors des Championnats d'Europe U20 à Grosseto (Italie) en juillet 2017.
Le 4 mars 2018, elle échoue avec ses coéquipières à la 4e place de la finale du relais 4 x 400 m des championnats du monde en salle de Birmingham en 3 min 31 s 32, derrière les États-Unis, la Pologne et le Royaume-Uni.

## Palmarès
| Date | Compétition                       | Lieu       | Résultat | Épreuve   | Temps         |
| ---- | --------------------------------- | ---------- | -------- | --------- | ------------- |
| 2015 | Championnats du monde cadets      | Cali       | 6e       | 200 m     | 23 s 84       |
| 2016 | Championnats du monde en salle    | Portland   | 5e       | 4 x 400 m | 3 min 40 s 42 |
| 2016 | Championnats du monde juniors     | Bydgoszcz  | 5e       | 4 x 400 m | 3 min 33 s 95 |
| 2017 | Championnats d'Europe en salle    | Belgrade   | 3e       | 4 x 400 m | 3 min 32 s 10 |
| 2017 | Championnats d'Europe par équipes | Lille      | finale   | 4 x 400 m | DQ            |
| 2017 | Championnats d'Europe juniors     | Grosseto   | 1re      | 400 m     | 52 s 01       |
| 2017 | Championnats d'Europe juniors     | Grosseto   | 1re      | 4 × 400 m | 3 min 32 s 82 |
| 2017 | Universiade                       | Taipei     | finale   | 4 x 400 m | DQ            |
| 2018 | Championnats du monde en salle    | Birmingham | 4e       | 4 x 400 m | 3 min 31 s 32 |
| 2019 | Championnats d'Europe espoirs     | Gävle      | 6e       | 400 m     | 53 s 20       |
| 2019 | Championnats d'Europe espoirs     | Gävle      | 4e       | 4 x 400 m | 3 min 34 s 33 |

## Records
| Épreuve | Épreuve   | Performance | Lieu       | Date            |
| ------- | --------- | ----------- | ---------- | --------------- |
| 200 m   | 200 m     | 23 s 62     | Kirovohrad | 26 mai 2016     |
| 400 m   | Plein air | 51 s 89     | Loutsk     | 6 juin 2017     |
| 400 m   | Salle     | 54 s 28     | Sumy       | 18 février 2017 |